# Olsa
Olsa (vitryska: Ольса) är ett vattendrag i Belarus. Det ligger i den centrala delen av landet, 130 km sydost om huvudstaden Minsk.
Runt Olsa är det i huvudsak tätbebyggt. Runt Olsa är det ganska tätbefolkat, med 139 invånare per kvadratkilometer.